# Линия 8 (метрополитен Валенсии)
Линия 8 метрополитена Валенсии — самая короткая и мало загруженная трамвайная линия в этом метрополитене. Была открыта в 2015 году, однако эта линия была открыта в 2007 году в составе линии 5. Обозначается  на карте голубым цветом. Длина линии 1,2 км на которой расположены 4 станции. Пассажиропоток линии за 2015 год составляет всего полмиллиона пассажиров.
Линия почти полностью наземная, за исключением западной конечной Мартитим-Серрерия. Также смежная с линией 6, кроме 200 метрового участка вместе со станцией Марина Рейал Хоан Карлес I. Обслуживается линия трамваями серии 4200.

## Станции
- Маритим-Серрерия, имеет пересадку на линию 5, 6, 7
- Франческ Кубеллс (станция метро), имеет пересадку на линию 6
- Грау-Каньямелар, имеет пересадку на линию 6
- Марина Рейал Хоан Карлес I